# Gao Jing
Gao Jing (chinesisch 高靜; * 18. September 1975 in Tianjin) ist eine ehemalige chinesische Sportschützin.

## Erfolge
Gao Jing nahm an den Olympischen Spielen 2000 in Sydney im Wettkampf mit dem Luftgewehr teil. Mit 394 Punkten zog sie als Achte ins Finale ein, erzielte im Finale aber mit 103,2 Punkten das beste Ergebnis, sodass sie letztlich hinter Nancy Johnson und Kang Cho-hyun die Bronzemedaille gewann. Ebenfalls 2000 wurde sie in Pulau Langkawi Asienmeisterin. Zwei Jahre darauf gewann sie im Mannschaftswettbewerb mit dem Luftgewehr in Lahti den Weltmeistertitel. Die Asienspiele 2002 in Busan verliefen ebenfalls sehr erfolgreich für Gao: mit dem Luftgewehr sicherte sie sich im Einzel die Silber- und mit der Mannschaft die Goldmedaille, während sie in der Mannschaftskonkurrenz mit dem Kleinkalibergewehr im liegenden Anschlag den zweiten Platz belegte.